# Julio Blanco
Julio César Blanco (Valera, 4 de julio de 1976) es un ciclista profesional venezolano. Compitió entre 1988 y 2000

## Palmarés
1997
1.º en 3.ª etapa Vuelta al Táchira  Venezuela
1998
1.º en 1.ª etapa Vuelta al Táchira, Maracaibo  Venezuela
2.º en 3.ª etapa Vuelta al Táchira  Venezuela
2.º en 12.ª etapa Vuelta al Táchira  Venezuela
1.º en Clasificación General Final Vuelta al Táchira  Venezuela
1999
1.º en 10.ª etapa Vuelta a Venezuela, Cantaura  Venezuela

## Equipos
- 1998  Lotería del Táchira
- 1999  Lotería del Táchira